# جانگ سو یون
جانگ سو یون (کره‌ای: 장소연؛ زادهٔ ۲۸ ژانویه ۱۹۸۰) بازیگر اهل کره جنوبی است. او حرفه بازیگری خود را در سال ۲۰۰۱ آغاز کرد و از آن زمان تاکنون در تئاتر، فیلم و مجموعه‌های تلویزیونی ایفای نقش کرده‌است. او به خاطر ایفای نقش در پدرم عجیبه، ماجرایی زیر باران، و سقوط بر روی تو و فیلم‌های کهنه‌سرباز و شبه‌جزیره شناخته می‌شود.